# 西山彰
西山 彰（にしやま あきら、1860年6月26日（万延元年5月8日）- 1943（昭和18年）10月9日）は、明治から昭和前期の実業家、政治家。衆議院議員、香川県三豊郡観音寺町長。旧姓・松浦。勲等は勲四等。

## 経歴
阿波国美馬郡半田奥山村（現徳島県美馬郡つるぎ町）で松浦庸吉の四男として生まれる。漢学を修めた。1881年（明治14年）愛媛県豊田郡、のちの香川県三豊郡観音寺町（現観音寺市）の富豪・西山茂登彦の養子となり、1888年（明治21年）家督を相続した。1889年（明治22年）、県会議員に選ばれる。
1892年（明治25年）、西讃織物を設立して社長に就任し、1895年（明治28年）、養蚕場を設け、海外への輸出に尽力。同年、西讃銀行頭取となった。1896年（明治29年）、西讃醤油社長、西讃煉瓦社長になった。西讃製糸社長なども務めた。また、道路改修などへの寄付を行い、社会公共のために尽くした。
政界では、観音寺町会議員、三豊郡会議員、同議長などを務めた。1904年（明治37年）3月、第9回衆議院議員総選挙（香川県郡部、立憲政友会）で初当選し、1908年（明治41年）5月、第10回総選挙（香川県郡部、立憲政友会）でも再選され、衆議院議員に連続2期在任した。1932年（昭和7年）1月15日から1936年（昭和11年）1月14日まで第4代観音寺町長を務めた。東京都で死去した。

## 親族
- 妻 西山静江（黒川通軌三女）[2]

## 栄典
勲章等
- 1910年（明治43年）3月23日 - 緑綬褒章[3]